# Глембока (Стшелінський повіт)
Глембока (пол. Głęboka, нім. Glambach) — село в Польщі, у гміні Стшелін Стшелінського повіту Нижньосілезького воєводства.
Населення — 220 осіб (2011).
У 1975-1998 роках село належало до Вроцлавського воєводства.

## Демографія
Демографічна структура станом на 31 березня 2011 року:
|          | Загалом | Допрацездатний вік | Працездатний вік | Постпрацездатний вік |
| -------- | ------- | ------------------ | ---------------- | -------------------- |
| Чоловіки | 106     | 27                 | 73               | 6                    |
| Жінки    | 114     | 16                 | 73               | 25                   |
| Разом    | 220     | 43                 | 146              | 31                   |